# Baszta Kowalska w Złotoryi
Baszta Kowalska – baszta w Złotoryi w województwie dolnośląskim, przykład średniowiecznej budowli obronnej. Powstała w połowie XIV wieku. Miała za zadanie ochronę Bramy Górnej prowadzącej do miasta. Obiekt o wysokości 22,5 m, średnicy 9,5 m i grubości murów w przyziemiu 2,7 m. Wejście do baszty znajduje się na wysokości 6,6 m. W średniowieczu zwieńczona była gotyckim hełmem, który został zniszczony przez wojska napoleońskie w 1813 r., w czasie bitwy o Złotoryję. W XV i XVI w. baszta służyła jako więzienie miejskie. W latach 70. XX-stulecia udostępniona na potrzeby ruchu turystycznego. Przeprowadzono prace remontowe w latach 1986–1987 i w 2010 r.